# Metamorfização
Metamorfização é o processo que ocorre nas rochas quando são submetidas a ambientes com temperatura e/ou pressão elevados. Esse processo só acontece devido a dinâmica interna do Planeta Terra, não tendo nenhuma relação com agentes intempéricos (relacionados ao clima/dinâmica externa). Durante o metamorfismo pode ocorrer mudanças na textura, estrutura, composição mineralógica e até mesmo na composição química da rocha.Em outras palavras é o processo que se verifica nas rochas devido a altas temperaturas ou alta pressão. Isso acontece proximo a crosta terrestre.

- https://www.google.com/search?q=gatinhos+oendo&rlz=1CAPPDO_enBR834BR835&oq=gatinhos+oendo&aqs=chrome..69i57.14464j0j7&sourceid=chrome&ie=UTF-8 Em falta ou vazio |título= (ajuda)